# 哈林教父
《哈林教父》（英語：Godfather of Harlem）是一部美國犯罪電視劇，於2019年9月29日在Epix上首播。本劇由克里斯·布蘭卡托和Paul Eckstein編劇，主演是科力士·韋德加，他飾演1960年代的紐約市黑幫「瘤子」約翰遜。科力士與尼娜·楊·邦奇奧維、James Acheson、約翰·雷利和Markuann Smith擔任執行製作人。邦奇奧維也擔任節目統籌。2020年2月12日，續訂第二季，於2021年4月18日播放。2022年1月13日，續訂第三季。
一部根據本劇的紀錄片《By Whatever Means Necessary: The Times of Godfather of Harlem》於2020年11月8日播放。

## 簡介
「瘤子」約翰遜在坐牢十年後出獄的1960年代初期找回他曾經管治過的街區。在意大利黑幫控制的街頭上，瘤子必須接受吉諾維斯犯罪家族的挑戰來取回控制權。在殘酷的戰鬥中，他與激進的傳教士麥爾坎·X結成聯盟，面臨激烈的人權鬥爭和一場威脅城市分裂的黑幫戰爭。

## 演員

### 主要
- 科力士·韋德加 飾 「瘤子」約翰遜（Bumpy Johnson）
- 伊芬什·哈德拉（英语：Ilfenesh Hadera） 飾 Mayme Johnson
- Antoinette Crowe-Legacy 飾 Elise Johnson
- Nigél Thatch 飾 麥爾坎·X（Malcolm X）
- 凱爾文·哈里遜（英语：Kelvin Harrison Jr.） 飾 Teddy Greene
- 拉斐·加弗隆 飾 Ernie Nunzi
- 露西·佛瑞 飾 Stella Gigante
- 文森·唐諾佛利歐 飾 文森特·吉根迪（英语：Vincent Gigante）（Vincent "The Chin" Gigante）
- 吉安卡洛·伊坡托 飾 小亞當·克萊頓·包威爾（Adam Clayton Powell Jr.）

### 常設
- 保羅·索維諾 飾 法蘭克·卡斯特羅（Frank Costello）
- 查茲·帕明泰瑞（英语：Chazz Palminteri） 飾 約瑟夫·博納諾（Joseph Bonanno）
- Steve Vinovich 飾 參議員約翰·麥克萊倫（英语：John L. McClellan）（John McClellan）
- Tramell Tilman 飾 鮑比·羅賓森（英语：Bobby Robinson (record producer)）（Bobby Robinson）
- Deric Augustine 飾 穆罕默德·阿里（Muhammad Ali）
- 克里夫頓·戴維斯（英语：Clifton Davis） 飾 以利亞·穆罕默德（Elijah Muhammad）
- 路易·古茲曼 飾 Alejandro "El Guapo" Villabuena
- Sean Allan Krill 飾 萊斯特·沃爾夫（Lester Wolff）
- 凱薩琳·納杜奇（英语：Kathrine Narducci） 飾 Olympia Gigante
- 埃里克·拉雷·哈維 飾 Del Chance
- 艾爾維斯·諾拉斯可（英语：Elvis Nolasco） 飾 Nat Pettigrew
- Demi Singleton 飾 Margaret Johnson
- Roslyn Ruff 飾 Delia Greene
- Markuann Smith 飾 Junie Byrd

### 客串
- 潔絲敏·蘇莉雯 飾 瑪莉·威爾斯（Mary Wells）
- 阿洛伊·布萊克 飾 Leonard

## 外部連結
- 互联网电影数据库（IMDb）上《哈林教父》的资料（英文）
- 爛番茄上《哈林教父》的資料（英文）
- 豆瓣电影上《哈林教父》的資料 （简体中文）